# 牙兰
牙兰（?—?），又作牙木兰，东察合台汗国土鲁番将领。曲先卫（今青海省尕斯库勒湖西南）人。
牙兰幼年时被掠到吐鲁番，长大后勇健有谋略，速檀阿力把妹嫁给了他。他握兵用事，很受信赖。成化八年（1472年），阿力袭破哈密卫，命牙兰驻守。成化十八年（1482年），罕慎收复哈密，牙兰逃走。牙兰在弘治元年（1488年）、弘治六年（1493年）多次攻占哈密。弘治八年（1495年），甘肃巡抚许进派兵将他击败，于是退回土鲁番。东察合台汗国大汗速檀满速儿派他到沙州，主持和明朝的通贡。没有取得成效，速檀满速儿怀疑他和明朝朝廷暗通，想要将他和罕东卫的首领一起杀死。嘉靖七年（1528年），牙兰率所部二千人联合罕东卫人他嫂子的哥哥帖木哥等人归顺明朝，投奔肃州。明世宗将他安置在湖广，住在鄂城。他广买天地，置办宅业，成为东南的富商。